# Jorge González (musicus)
Jorge Humberto González Ríos (San Miguel, 6 december 1964) is een Chileens singer-songwriter. Hij is bekend als de zanger, bassist, componist en leider van de rockgroep Los Prisioneros en heeft daarnaast sinds 1992 ook succes met zijn solocarrière.

## Loopbaan
González nam tussen 1984 en 1990 vier albums op met Los Prisioneros: La voz de los '80 (1984), Pateando piedras (1986), La Cultura de la Basura (1987) en Corazones (1990). Nadat hij in 1992 uit de band stapte, begon González een solocarrière waarin hij in totaal zeven albums heeft uitgebracht: Jorge González (1993), El futuro se fue (1994), Mi destino (1999), Libro (2013) , Naked Tunes (als Leonino, 2014), Trenes (2015) en Manchitas (2018).
Samen met Martín Schopf (Dandy Jack) startte hij het project Gonzalo Martínez op, dat het album Gonzalo Martínez y sus congas pensantes (1997) opleverde. Het album was een succes in de underground in Europa, vooral in Duitsland en het Verenigd Koninkrijk, en wordt beschouwd als voorloper van de technocumbia, de electronische variant van de cumbia.
Na een tweede periode met Los Prisioneros (2001-2006, albums Los Prisioneros (2003) en Manzana (2004)) startte González het duo Los Updates (2006-2011), waarmee hij elektronische muziek maakte. Los Updates toerde onder andere in Engeland, Duitsland, Japan, Italië, en Spanje.
In 2014 bracht hij onder het pseudoniem Leonino het Engelstalige album Naked Tunes uit, gericht op de Amerikaanse markt. Het jaar daarop bracht hij een remix uit van dit album, Mixed Feelings.